# Elleschara orbicula
Elleschara orbicula is een mosdiertjessoort uit de familie van de Romancheinidae. De wetenschappelijke naam van de soort is voor het eerst geldig gepubliceerd in 1995 door Soule, Soule & Chaney.